# Чайковский, Николай Николаевич
Николай Николаевич Чайковский (1891—1919) — ротмистр 17-го гусарского Черниговского полка, герой Первой мировой войны, участник Белого движения.

## Биография
Из потомственных дворян. Уроженец Киевской губернии.
Окончил Орловский Бахтина кадетский корпус (1908) и Николаевское кавалерийское училище (1910), откуда выпущен был корнетом в 9-й гусарский Киевский полк.
4 октября 1910 года переведен в 17-й гусарский Черниговский полк. Произведен в поручики 15 сентября 1913 года. В Первую мировую войну вступил в рядах черниговских гусар. Удостоен ордена Св. Георгия 4-й степени
За то, что в бою 19 сентября 1915 года в районе д. д. Собещица и Бельская Воля, будучи в чине поручика и командуя 2-м эскадроном, который шел в голове дивизиона, обнаружил 4-5 эскадронов противника, атаковал и рассеял ближайший из них, заставив остальные эскадроны отступить, преследуя которые, попал под фланговый огонь австрийской роты, повернул эскадрон и под губительным огнем атаковал эту роту, уничтожив ее целиком (2 офицера и более 80 нижних чинов убито, а остальные 2 офицера и 83 нижних чина ранены и взяты в плен).
Произведен в штабс-ротмистры 31 мая 1916 года.
С началом Гражданской войны прибыл на Дон в Добровольческую армию. Участвовал в 1-м Кубанском походе в штабе армии, с 19 марта 1918 года был начальником штаба 2-й бригады. В Вооруженных силах Юга России — начальник отряда в Сочинском округе, полковник. Убит около 28 апреля 1919 у села Пластунка под Сочи.

## Награды
- Орден Святой Анны 4-й ст. с надписью «за храбрость» (ВП 17.12.1914)
- Орден Святой Анны 2-й ст. с мечами (ВП 2.03.1915)
- Орден Святого Станислава 2-й ст. с мечами (ВП 2.03.1915)
- Орден Святой Анны 3-й ст. с мечами и бантом (ВП 27.06.1915)
- Орден Святого Станислава 3-й ст. с мечами и бантом (ВП 27.06.1915)
- Орден Святого Георгия 4-й ст. (ПАФ 4.03.1917)